# Adjoua Flore Kouamé
Adjoua Flore Kouamé (sinh năm 1964, Abidjan) là một tiểu thuyết gia người Bờ Biển Ngà.

## Đời sống
Adjoua Flore Kouamé tốt nghiệp thạc sĩ luật tại Trường Hành chính Quốc gia Côte d'Ivoire. Vào những năm 1990, bà trở thành một quản trị viên dân sự và phó giám đốc tại Bộ Nội vụ. Năm 2008, bà giữ vị trí Trưởng Văn phòng Thủ tướng.

## Công trình
- La valse des tourings [The Merry-Go-Round of Torment], Abidjan: NEI, 1998. ISBN 2-911725-29-8